# Pælevad
Pælevad (dansk) eller Peelwatt (tysk) er navnet på en gade og et statistisk distrikt i det sydlige Flensborg i bydelen Sydstaden. Distriktet er beliggende øst for Rude, vest for Tostrup og nord for Jaruplund. Området er præget af store erhvervsområder.
Pælevad gennemskæres af de store indfaldsveje til Slesvig og Egernførde (Slesviggade og Egernførde Landevej). Grænsen til Sporskifte markeres af motortrafikvejen B 200.
Pælevad har fået sit navn af Pælevadå (Peelwatt el. Peelwattau), en tilløb til Skærbæk. Åen udspringer nordøst for Hvilbjerg tæt på Volstrup Skov og udmunder efter 4,5 km i Skærbækken (Flensborg Møllesstrøm). Navnet er en sammensætning af pæl og vade og henviser til et tidligere vadested med pæler. Stedet er beliggende i et vådområde med flere mindre bækker. Ved Tastrup findes tilsvarende et Pælebjerg. Området hører historisk til Ugle Herred.